# École maternelle en France
Pour un article plus général, voir École primaire en France.
En France, l’école maternelle est destinée aux enfants des classes de toute petite section (à partir de deux ans ou plus, selon les secteurs) jusqu'à la grande section.
Elle précède l'école élémentaire, avec laquelle elle constitue l'école primaire. Elle scolarise, en 2014, 11,8 % des enfants de deux ans et la quasi-totalité des enfants de trois à cinq ans. Jusqu'à la rentrée 2019, l'enseignement était facultatif de trois à six ans, mais à cette date, il a été rendu obligatoire à partir de trois ans, soit environ la classe de petite section.
En 2025, on compte 12 881 écoles maternelles publiques et 43 écoles maternelles privées en France. Le cycle maternel constitue un élément important du système éducatif français et se donne pour but d'assurer l'éveil et la socialisation des jeunes enfants.

## Histoire

### Initiatives duXVIIIesiècle
Les premiers lieux d'accueil de très jeunes enfants ouvrent dès la fin du XVIIIe siècle avec des initiatives comme celle du pasteur Jean-Frédéric Oberlin qui crée dès 1771 une « école de tricots » dans les Vosges. Les autres créations sont plus proches des actuelles garderies. Ce type d'école se développe surtout au début du XIXe siècle avec la révolution industrielle. Leur vocation première est essentiellement sociale : il s'agit d'offrir un lieu de protection aux enfants des ouvrières, afin de les soustraire aux dangers de la rue. C'est pourquoi la maternelle est d'abord nommée « salle d'asile » ou « salle d'hospitalité » comme celle fondée par Adélaïde Piscatory de Vaufreland, marquise de Pastoret, ou encore Louise Scheppler, simple paysanne d'Alsace et collaboratrice la plus proche du Pasteur Oberlin.

### De la salle d'asile duXIXesiècleà l'école maternelle

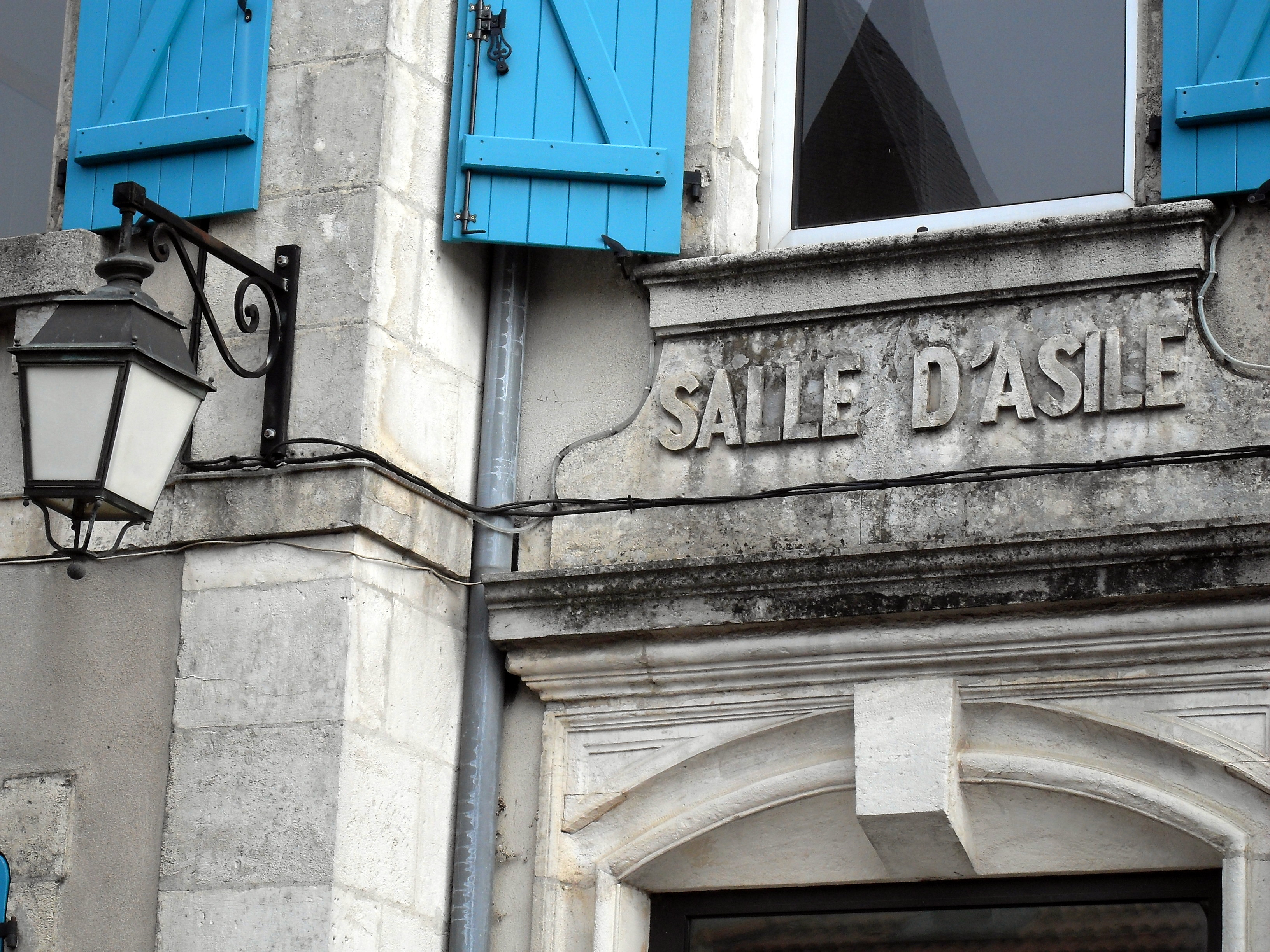
Une « salle d'asile » à Trondes.

Dans les années 1810-1820, le modèle des infant schools (en) du Royaume-Uni inspire des pionnières comme Émilie Oberkampf. Cette dernière réunit à partir de 1826 d'autres femmes désireuses de propager ces établissements et elles ouvrent la première salle d'asile parisienne en 1826. En 1831, un « cours normal pour la formation des éducatrices » est créé. Dans les années suivantes, les salles d'asile évoluent dans un sens plus pédagogique.
En 1833, la loi Guizot oblige chaque commune à ouvrir une école primaire. La même année, Jean-Denis Cochin publie Le Manuel des salles d’asile. Ce manuel donne des conseils sur le fonctionnement de ces établissements, des modèles d’emploi du temps, etc. Ce projet d’ouverture des salles d’asile est destiné aux enfants de deux à six ans issus des milieux pauvres. Les salles ont à la fois pour but l’éducation des enfants et de libérer les femmes de la contrainte de garder leurs enfants. Ce projet est adopté sur le plan national. Cette institution est à l’origine de l’école maternelle. Déjà, en 1826, en France, une initiative féminine avait abouti à la création d’un établissement pouvant recevoir quatre-vingts enfants. Cependant, en 1833, les salles d’asile sont encore une invention récente et peu de villes en possèdent (9 à Paris et Strasbourg, 4 à Lyon, 1 à Chartres).
La loi Falloux (1850) leur consacre trois courts articles, qui marquent la volonté de laisser une grande liberté aux salles d'asile privées, d'organiser le contrôle de l'État sur elles et de les intégrer dans le système scolaire en n'hésitant pas à employer le terme de programmes. L'année 1881 marque de nombreux changements concernant l'enseignement. En effet, en 1881 les salles d'asile sont remplacées par les premières écoles maternelles et le personnel est remplacé par des institutrices formées spécifiquement pour l'enseignement en école élémentaire. La loi du 16 juin 1881, proposée par Jules Ferry et défendue par le ministère de l'instruction publique, rend l'école publique et laïque. Le décret du 2 août 1881 donne pour mission principale à l'école maternelle d'offrir la possibilité aux enfants d'obtenir les soins nécessaires à leur développement physique, moral et intellectuel. Le 28 mars 1882 une loi est créée afin de rendre l'enseignement obligatoire pour les enfants de six à treize ans.

### Les écoles maternelles

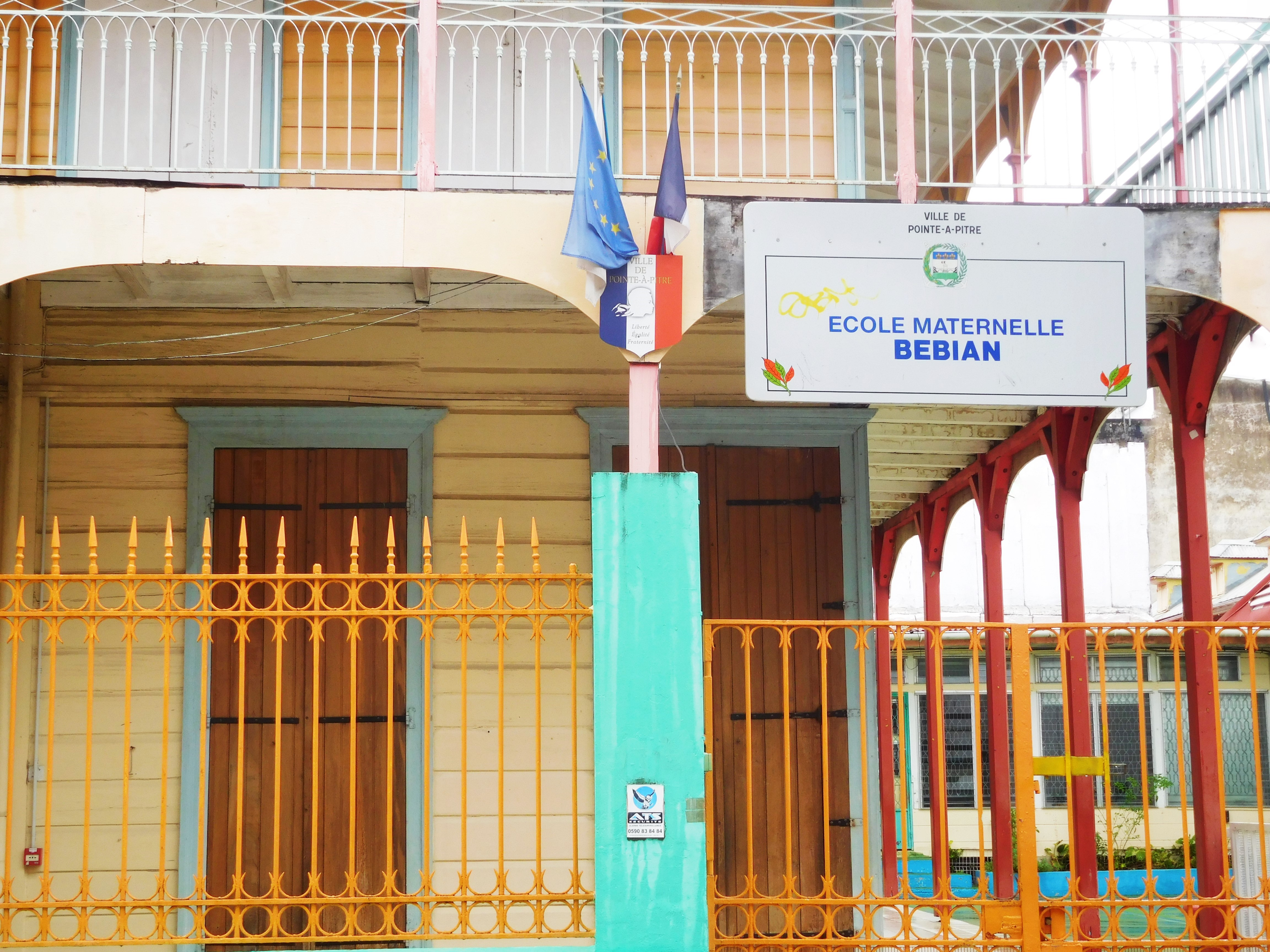
L'école maternelle Bébian de Pointe-à-Pitre.

Pendant la Troisième République, l'école maternelle est sous l'autorité de Pauline Kergomard qui en est la première inspectrice générale. Celle-ci s'oppose à la tendance qui veut faire de ces écoles des lieux d'instruction à part entière, voulant plutôt favoriser le « développement naturel » de l'enfant.
Les maternelles ont dès l'origine été conçues comme devant accueillir les enfants des deux sexes et constituaient ainsi les seules écoles à pratiquer la mixité, longtemps refusée pour les autres niveaux d'enseignement. Quant aux adultes chargés de s'occuper des enfants de ces écoles, il s'agissait exclusivement de femmes.
Une « école d'application » est une école élémentaire ou maternelle comme une autre, qui participe en plus à la formation des futurs Instituteurs (professeurs des écoles). Les écoles d'application étaient rattachées jusqu'en 1991 aux écoles normales d'instituteurs et les étudiants y « appliquaient » (mettaient en pratique), sous la direction des maîtres d'application qui y enseignaient, ce qu'ils apprenaient en théorie à l'école normale. Les écoles normales d'instituteurs ont été remplacées en 1991 par les Instituts universitaires de formation des maîtres (IUFM) qui leur ressemblaient, mais qui depuis 2010 fonctionnent différemment. En 2011, les écoles d'application existent toujours, de même que les maîtres d'application (désormais appelés « maîtres formateurs ») qui y enseignent.
Ce sont des maîtres qui possèdent une qualification certifiée de formateur, qui ont une classe comme les autres mais qui accueillent régulièrement dans leur classe des futurs professeurs des écoles en stage. Ils sont déchargés de classe une partie de leur temps de service sur lequel ils vont visiter leurs étudiants dans d'autres écoles où ils effectuent des stages en responsabilité. Ils leur donnent des cours alliant théorie et pratique, les conseillent et les évaluent. Ce sont en général des maîtres chevronnés, à la pointe de la pédagogie, des maîtres « modèles ». En 2013, les IUFM sont remplacés par les ESPE (Écoles Supérieures du Professorat et de l'Éducation), puis en 2019, par les INSPE (Institut National Supérieur du Professorat et de l'Éducation). En 2013, 82 % des enseignants de l'école primaire (élémentaire + maternelle) sont des femmes,. En 2006-2007, 23,4 % des enfants de deux ans étaient scolarisés en France (182 021 élèves), selon le ministère, contre 35,3 % en 2000-2001, selon L'Express, le 17 septembre 2008. Selon le ministère, l'école maternelle scolarise, en 2012, 11 % des enfants de deux ans et la quasi-totalité des enfants de trois à cinq ans. En 2013, ce taux monte à 11,9 %, pour ensuite régresser à 11,8 % en 2014 et 11,5 % en 2015.

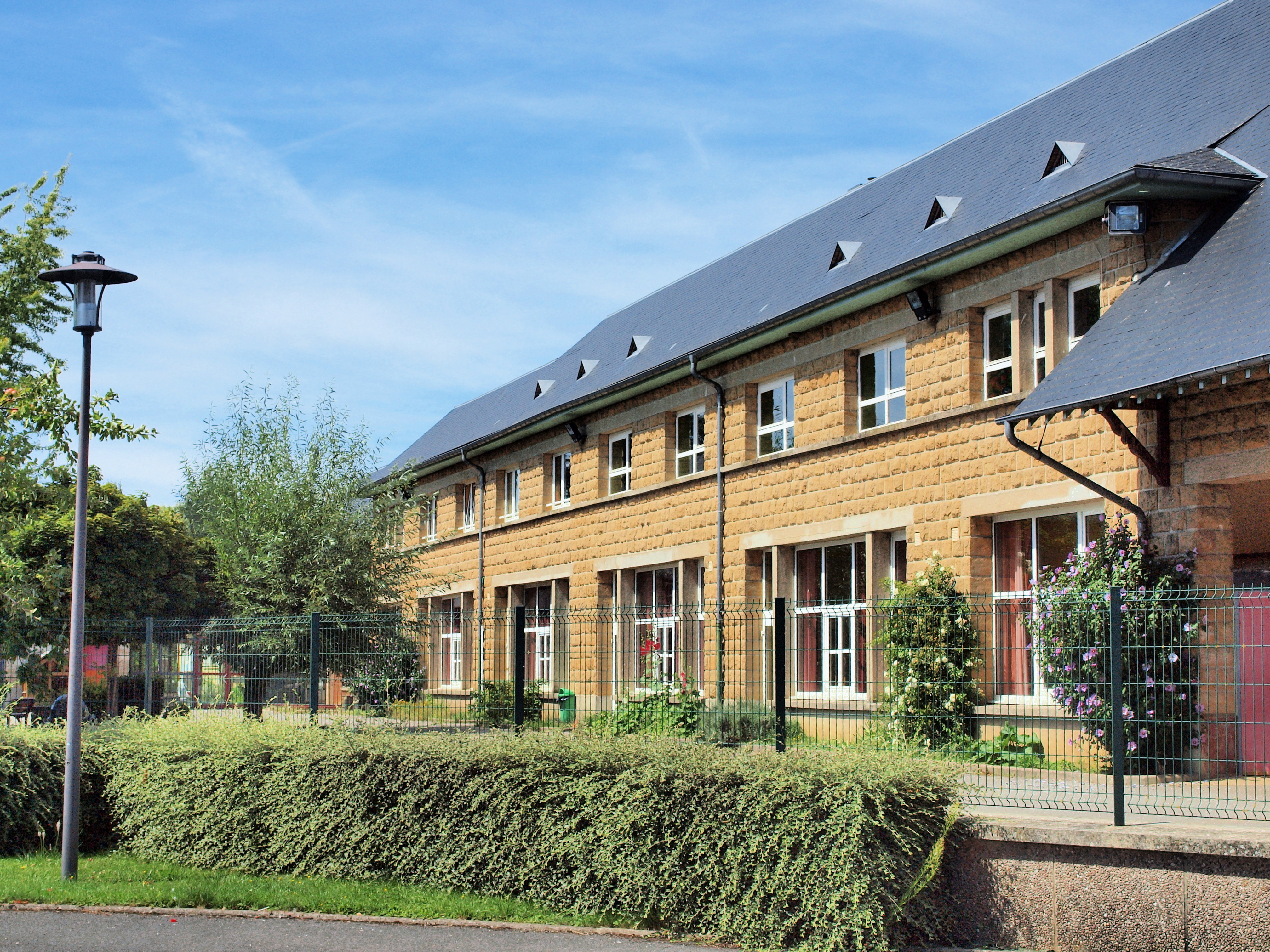
École maternelle de Le Chesne.

Depuis la réforme sur les rythmes scolaire de 2013, imposée par la loi (décret no 2013-77 du 24 janvier 2013 relatif à l'organisation du temps scolaire dans les écoles maternelles et élémentaires), des temps d'activités périscolaires (TAP) ont été mis en place en école maternelle et élémentaire et sont organisés par la commune. Mais cela n'est pas appliqué dans la totalité des écoles. Souvent, pour les élèves de maternelle, les écoles remplacent ces temps d'activités par le temps de sieste, mais certaines combinent les deux. Le temps conseillé pour ces activités est d'environ une demi-heure en début d'après-midi et varie selon la fatigue des enfants. Les activités proposées ne sont pas en lien avec l'apprentissage mais sont plus tournées vers les loisirs (danse, chant, jeux, promenades, etc.) cela permet d'alléger le rythme de la semaine des élèves.
En septembre 2016, de nouveaux programmes scolaires ont été mis en application et les cycles d'apprentissages remaniés. En effet le cycle 1, appelé « cycle des apprentissages premiers » regroupe les classes de toute petite, petite, moyenne et grande section. Le cycle 2 dénommé « cycle des apprentissages fondamentaux » regroupe les classes de cours préparatoire, cours élémentaire de première et deuxième année. Le cycle 3 appelé « cycle de consolidation » regroupe le cours moyen de première et de deuxième année ainsi que la 6e. Le dernier cycle est le cycle d'approfondissement et regroupe les dernières classes de collège.
Le gouvernement a annoncé à la fin de mars 2018 que l'âge de l'instruction obligatoire sera baissé de six à trois ans à partir de la rentrée 2019. Ainsi, la loi pour une École de la confiance, promulguée au Journal Officiel le 28 juillet 2019, a abaissé l'âge d'obligation d'instruction de l'enfant à son troisième anniversaire,,,,. Depuis la rentrée scolaire du 2 septembre 2019, tous les enfants fêtant leur anniversaire de trois ans, ont l'obligation de recevoir l'instruction (à l'école maternelle ou à domicile).

## Organisation

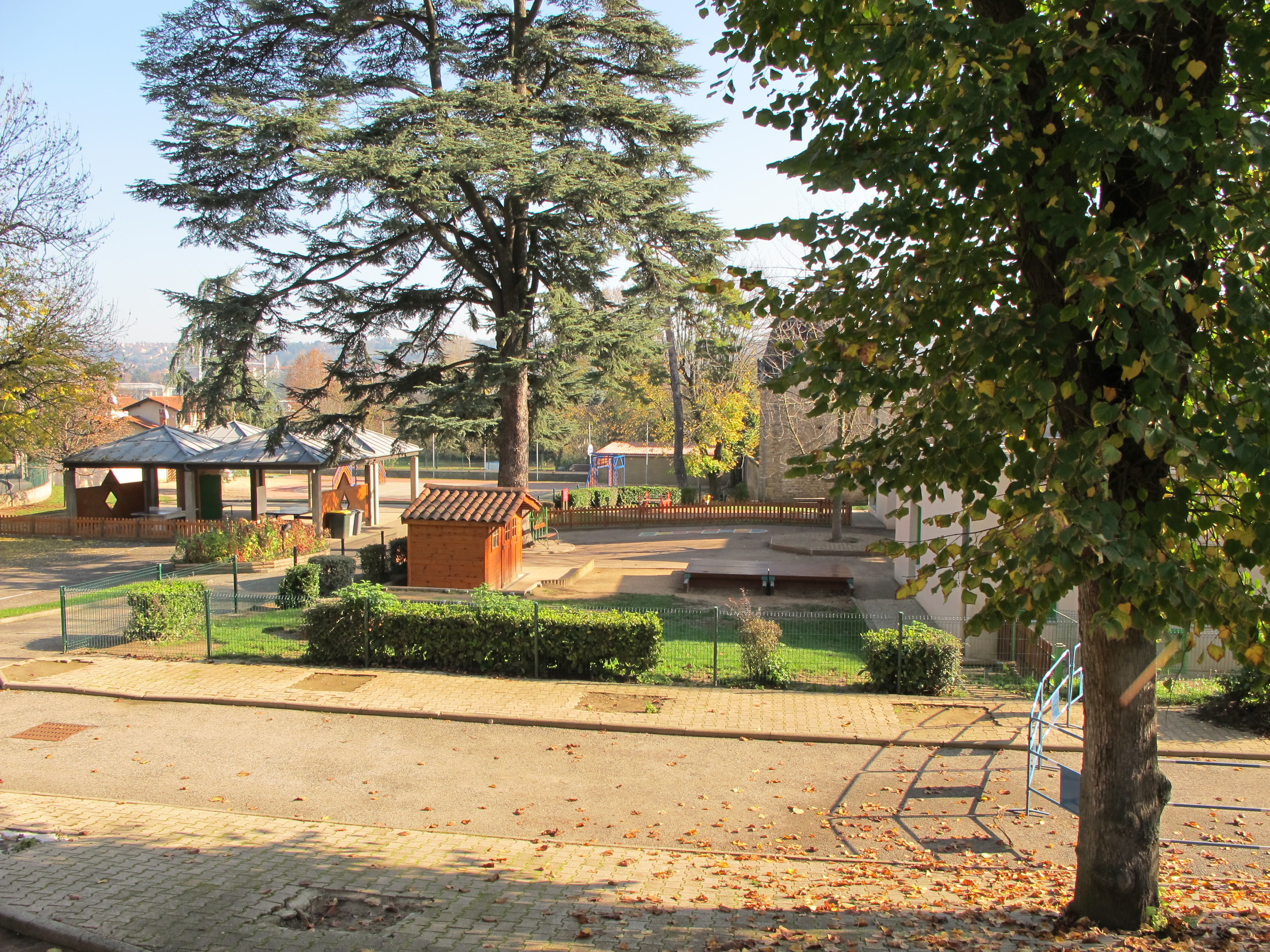
École élémentaire d'Albigny-sur-Saône.

L'école maternelle est destinée aux jeunes enfants de trois (parfois deux) à six ans. Elle comprend traditionnellement trois classes : la petite section (PS), la moyenne section (MS) et la grande section (GS), et compte aussi parfois une toute petite section (TPS) pour les enfants de moins de trois ans. Avant la rentrée du 2 septembre 2019, la fréquentation de l'école maternelle n'était qu'optionnelle, l'instruction des enfants n'étant obligatoire qu'à partir de l'année où l'enfant fêtait son sixième anniversaire. Depuis la loi pour une École de la confiance, promulguée au Journal Officiel le 28 juillet 2019, l'âge d'obligation d'instruction de l'enfant est descendu à son troisième anniversaire. L'école maternelle est ouverte à tous les enfants résidant en France, et donc indépendamment de leur nationalité. Les classes de très petite (TPS), petite (PS), moyenne (MS) et grande (GS) sections forment le « cycle des apprentissages premiers ». Depuis la Loi d'orientation de 1989, la classe de grande section appartient à la fois au « cycle des apprentissages premiers » se déroulant à l'école maternelle et au « cycle des apprentissages fondamentaux » qui regroupe aussi le cours préparatoire (CP) et le cours élémentaire 1re année (CE1) de l'école élémentaire.
Juridiquement, les écoles maternelles ne sont pas des établissements publics autonomes. Elles n'ont pas de budget de fonctionnement comme les établissements publics locaux d'enseignement (EPLE), collèges et lycées.
| Niv 3 14 |                                   | Diplôme national du brevet (DNB)Troisième     |                                        | DNB et Certificat de formation générale (CFG)Troisième Prépa-Métiers, SEGPA, ULIS, UPE2A |
| 13       | Quatrième                         | Quatrième SEGPA, ULIS, UPE2A                  |                                        |                                                                                          |
| 12       | Cinquième                         | Cinquième SEGPA, ULIS, UPE2A                  |                                        |                                                                                          |
| 11       | Sixième                           | Sixième SEGPA, ULIS, UPE2A                    |                                        |                                                                                          |
|          | Collège                           |                                               |                                        |                                                                                          |
|          |                                   |                                               |                                        |                                                                                          |
| Niv 2 10 | Cours moyen 2e année (CM2)        |                                               | Cours moyen 2e année ULIS, UPE2A (CM2) |                                                                                          |
| 9        | Cours moyen 1re année (CM1)       | Cours moyen 1re année ULIS, UPE2A (CM1)       |                                        |                                                                                          |
| 8        | Cours élémentaire 2e année (CE2)  | Cours élémentaire 2e année ULIS, UPE2A (CE2)  |                                        |                                                                                          |
| 7        | Cours élémentaire 1re année (CE1) | Cours élémentaire 1re année ULIS, UPE2A (CE1) |                                        |                                                                                          |
| 6        | Cours préparatoire (CP)           | Cours préparatoire ULIS, UPE2A (CP)           |                                        |                                                                                          |
|          | École élémentaire                 |                                               |                                        |                                                                                          |
|          |                                   |                                               |                                        |                                                                                          |
| Niv 1 5  | Grande section (GS)               | Grande section (GS)                           | Grande section (GS)                    |                                                                                          |
| 4        | Moyenne section (MS)              | Moyenne section (MS)                          | Moyenne section (MS)                   |                                                                                          |
| 3        | Petite section (PS)               | Petite section (PS)                           | Petite section (PS)                    |                                                                                          |
| 2        | Toute petite section (TPS)        | Toute petite section (TPS)                    | Toute petite section (TPS)             |                                                                                          |
|          | École maternelle                  |                                               |                                        |                                                                                          |
|          |                                   |                                               |                                        |                                                                                          |
| RNCP Âge | Système éducatif en France        | Système éducatif en France                    | Système éducatif en France             |                                                                                          |

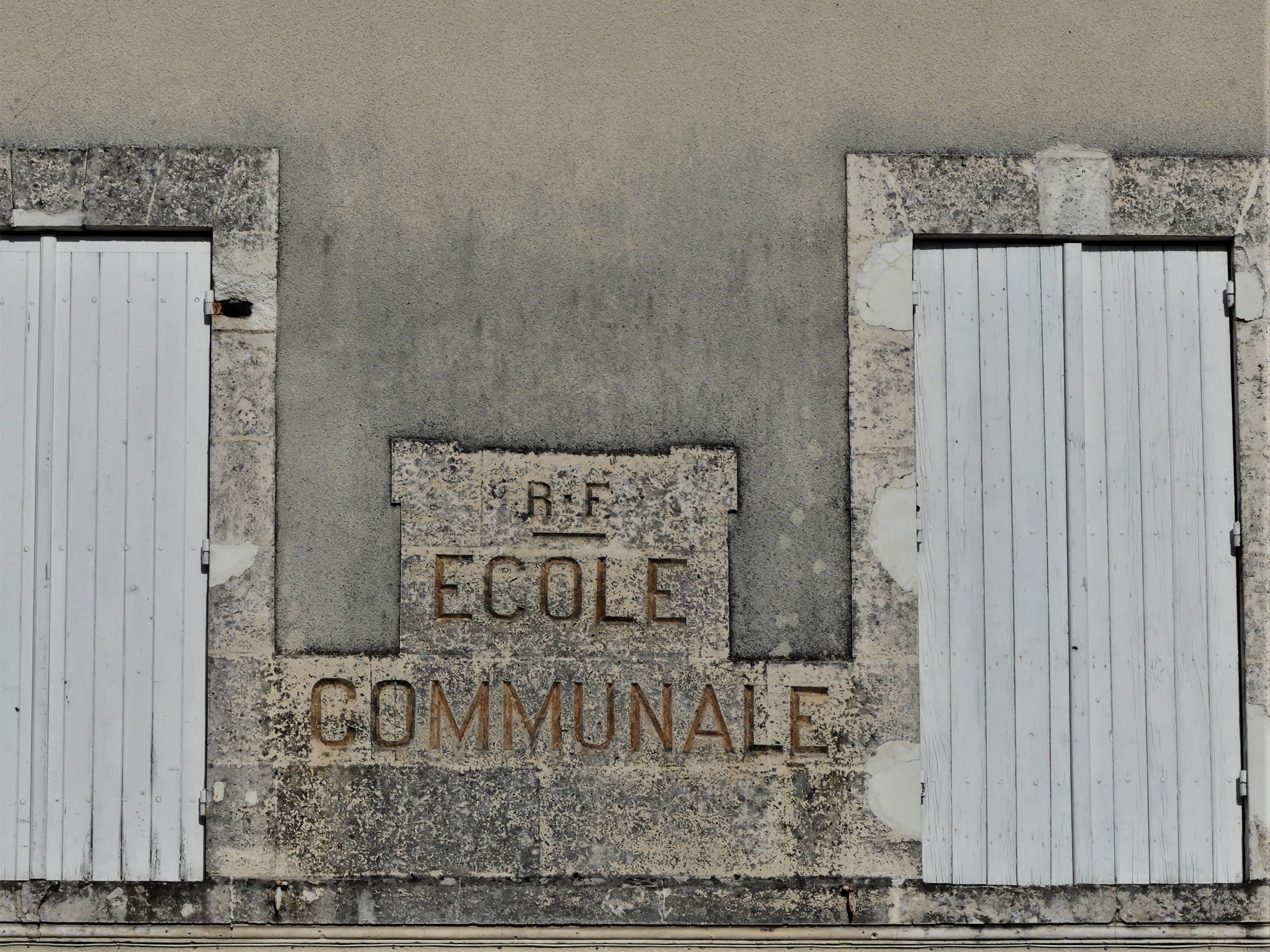
Inscription sur l'ancienne école communale de Bourg-du-Bost, Dordogne.

Le personnel enseignant, ainsi que les aides-éducateurs et assistants d'éducation, dépendent de l'Éducation nationale. Les agents territoriaux spécialisés des écoles maternelles (ATSEM) dépendent de la mairie. La commune a la responsabilité des bâtiments et finance les dépenses matérielles. Les enseignants appartiennent aux mêmes corps que les instituteurs (catégorie B) et les professeurs des écoles (catégorie A). Les écoles maternelles sont regroupées avec les écoles élémentaires au sein de circonscriptions dirigées par un Inspecteur de l'Éducation nationale (IEN). Celui-ci procède, entre autres tâches, à l'évaluation des enseignants des écoles de sa circonscription. La législation impose la présence d'un agent territorial spécialisé des écoles maternelles (ATSEM) dans les classes de maternelle, les municipalités restant libres d'apprécier le nombre de classes par ATSEM. Un ATSEM pour deux classes est la norme la plus souvent utilisée. Parfois, on trouve un de ces agents de catégorie C dans chaque classe pour assister l'enseignant. Ces titulaires du CAP petite enfance sont des agents territoriaux, salariés de la commune d'implantation de l'école, qui sont chargés d'assister les enseignants dans les activités pédagogiques (sans jamais les remplacer), d'aider les enfants dans leurs activités de la vie quotidienne (repas, hygiène, etc.) et d'aider à la préparation (ou à la remise en état) matérielle des activités.
Il n'y a pas un ATSEM par classe en maternelle, la présence d'un ATSEM est seulement obligatoire en petite section (PS) et TPS. Si le directeur n'est pas le supérieur hiérarchique du personnel enseignant, il est souvent président de la coopérative scolaire à laquelle cotisent les parents — de façon volontaire et sans obligation suivant le principe de gratuité de l'école — et la mairie. Cette coopérative permet, avec un budget limité, de financer des projets.
La scolarité primaire se déroule à l'école maternelle puis à l'école élémentaire, chaque structure étant placée sous la responsabilité d'un directeur d'école ou bien les deux structures étant regroupées sous l'appellation « école primaire » et placées sous la responsabilité d'un seul directeur. Dans l'enseignement privé, toutes les écoles maternelles sont fondues dans des écoles primaires de huit classes.

## Programmes
Depuis le décret du 6 septembre 1990, à la suite de la loi d'orientation de 1989, l'enseignement primaire est organisé en trois cycles pluri-annuels, des objectifs devant être atteints non plus à la fin d'une année scolaire, comme auparavant, mais en fin de cycle.
L'école maternelle est concernée par deux cycles : le cycle 1 ou cycle des apprentissages premiers pour son ensemble, et le cycle 2 ou cycle des apprentissages fondamentaux pour la GS uniquement — ce cycle inclut aussi les deux premiers niveaux de l'école élémentaire : les cours préparatoire et élémentaire niveau 1 (CP-CE1). En septembre 2016, l'école maternelle ne sera alors plus constituée que d'un seul cycle, le « cycle des apprentissages premiers » composé de la TPS, la PS, la MS et la GS,.
L'enfant dispose de trois ans pour acquérir l'ensemble des compétences du cycle considéré. Par exemple, un élève entrant en cycle 2 aura trois ans pour acquérir une lecture courante, ainsi qu'une compréhension explicite de textes. Cet apprentissage, réparti sur l'ensemble du cycle, peut être en voie d'acquisition dès la grande section, pour les plus matures ; durant le cours préparatoire pour la plus grande partie des élèves ; pour certains enfants, cet apprentissage n'est parfois possible que durant l'année de CE1.

### Cycle 1 des apprentissages premiers
Niveaux concernés : l'ensemble de la maternelle (TPS-PS-MS-GS). Le bulletin officiel spécial no 2 du 26 mars 2015 est consacré au programme d'enseignement de l'école maternelle, entré en vigueur à la rentrée scolaire 2015. L'enseignement en cycle 1 s'organise autour de cinq grands domaines d'apprentissage :
- mobiliser le langage dans toutes ses dimensions ;
- agir, s'exprimer, comprendre à travers les activités physiques ;
- agir, s'exprimer, comprendre à travers les activités artistiques ;
- construire les premiers outils pour structurer sa pensée ;
- exploration du monde.

L'école maternelle constitue une phase essentielle dans le processus d'apprentissage puisque les enfants découvrent et s'initient progressivement aux bases du travail effectué en classe préparatoire et puisqu'elle constitue le premier pas de l'enfant dans le processus d'apprentissage. La réforme introduite par la Loi d'orientation de 1989, guidée, d'une part, par une volonté d'industrialiser les processus d'éducation et de systématiser l'évaluation, et d'autre part, de satisfaire les attentes en matière de performance et de précocité, n'a pas eu les résultats attendus, les troubles de l'apprentissage et l'échec scolaire ayant nettement progressé.

## Controverses
L'école maternelle fait l'objet de critiques, notamment :
- sur le plan éducatif : un rapport du Haut Conseil de l'éducation, publié vers 2007, met en cause l'école maternelle dans l'échec scolaire à l'école primaire ;
- sur le plan économique, le 3 juillet 2008, le ministre de l'Éducation nationale Xavier Darcos a déclaré devant la Commission des finances du Sénat, concernant la préscolarisation des enfants de moins de trois ans : « Est-ce qu'il est vraiment logique, alors que nous sommes si soucieux de la bonne utilisation des crédits de l'État, que nous fassions passer des concours à bac +5 à des personnes dont la fonction va être essentiellement de faire faire des siestes à des enfants ou de leur changer les couches ? Je me pose la question, ces personnes ayant la même compétence par exemple que si elles étaient institutrices en CM2 »[10]. Ce qui a entraîné un débat, relayé par la publication d'au moins un ouvrage, sur l'éventuelle suppression de l'école maternelle[29].

Les défenseurs de l'école maternelle mettent en avant plusieurs arguments :
- d'un point de vue éducatif : ils mettent en avant la qualité de l'enseignement apporté (socialisation, langage, développement de compétences, etc.) ;
- d'un point de vue physiologique : pour entrer en maternelle, l'enfant ne porte en général plus de couches. Les enseignants n'ont donc pas à les changer. Les enfants « peuvent également être admis dans la limite des places disponibles s'ils ont atteint l'âge de deux ans au jour de la rentrée scolaire, à condition qu'ils soient physiquement et psychologiquement prêts à la fréquenter ». La propreté peut être un élément de refus de l'enfant en maternelle (mais en aucun cas le seul) ;
- d'un point de vue économique : ils mettent en avant le coût de garde des enfants, qui serait moindre pour la collectivité à l'école qu'avec d'autres modes de garde[réf. nécessaire].